# Обзорный телескоп ОБТ
Обзорный телескоп ОБТ (англ. VLT Survey Telescope, VST) — телескоп, расположенный в Паранальской обсерватории ESO в пустыне Атакама на севере Чили. Он расположен в корпусе, непосредственно примыкающем к четырём модулям телескопа VLT (Very Large Telescope) на вершине Серро Параналь. VST — широкоугольный обзорный телескоп с полем зрения, в два раза превышающим ширину полной Луны. Это самый большой обзорный телескоп в мире, предназначенный исключительно для наблюдения в видимом диапазоне.
Программа VST представляет собой результат сотрудничества обсерватории Каподимонте (Osservatorio astronomico di Capodimonte, OAC), Неаполь, Италия, и Европейской южной обсерваторией (ESO), которое началось в 1997 году. OAC является одним из институтов-членов Национального института астрофизики (INAF), который создал отдельный институт для координации как технологических, так и научных аспектов проекта под названием Centro VST a Napoli (VSTceN). Основателем и руководителем VSTcen был профессор Массимо Капаччоли. Размещался VSTceN в OAC. ESO и VSTceN сотрудничали на этапе ввода телескопа в эксплуатацию, в то время как ESO отвечала за строительные работы и купол на площадке. Первый свет телескоп увидел 8 июня 2011 года. В настоящее время ESO несет единоличную ответственность за управление его работой и обслуживанием.

## Технические характеристики
VST это азимутальный широкоугольный обзорный телескоп с диаметром главного зеркала 2,65 метра. Был построен в 2007—2011 годах в обсерватории ESO Серро Параналь в Чили. Его основная научная цель предоставить широкоугольный инструмент для исследования Вселенной, видимой из Южного полушария, чтобы определить наиболее интересные объекты, которые будут исследованы с помощью VLT. Благодаря камере OmegaCAM, VST может получить высокое угловое разрешение (0,216 угловых секунд/пиксель) и способен выполнять автономные обзоры в видимой части спектра.

### Оптика телескопа
Телескоп имеет два зеркала, основное (M1) и меньшее вторичное зеркало (M2), которые собирают свет на камеру OmegaCAM. Оба зеркала изготовлены из кристаллического керамического материала ситалл, выбранного из-за его низкого коэффициента теплового расширения. Диаметр главного зеркала составляет 265 см, а толщина — 14 см. Вторичное зеркало вдвое меньше M1, его диаметр составляет всего 93,8 см, а толщина — 13 см. Оригинальные оптические компоненты ВСТ были изготовлены на Лыткаринский завод оптического стекла. Зеркала были изготовлены с опережением графика, но по прибытии в Чили в 2002 году было обнаружено, что первичное зеркало сломано, а вторичное повреждено. Новый первичный и отремонтированный вторичный компоненты прибыли в Чили в 2006 г.
Система активной оптики, управляемая компьютером, контролирует форму M1 и положение M2. Эта технология сохраняет качество оптического изображения, постоянно удерживая зеркала в оптимальном положении. M1 непрерывно изменяет форму с помощью сети приводов из 84 осевых двигателей, расположенных под поверхностью зеркала, и 24 радиальных двигателей, смещающих в боковом направлении. Также в ячейке главного зеркала находится ещё один инструмент, способный изменять оптическую конфигурацию телескопа, переходя от корректора, состоящего из двойного набора линз, к корректору атмосферной дисперсии (atmospheric dispersion corrector, ADC), состоящему из набора призм, вращающихся в противоположных направлениях. ADC способно корректировать явления оптической дисперсии из-за изменения воздушных масс, а также вызванного изменением угла возвышения. Вторичное зеркало активно управляется деформируемой платформой, способной наклонять зеркало во время экспонирования. Система активной оптики также включает в себя датчик волнового фронта Шака-Хартмана, установленный под ячейкой главного зеркала вместе с локальной направляющей системой, способной обеспечить обратную связь для оптической коррекции. Эти системы дают VST возможность быть автономным с точки зрения наведения, отслеживания и управления активной оптикой.

### OmegaCAM
В фокусе Кассегрена на VST установлена камера с широким полем зрения (OmegaCAM), состоящая из 32 ПЗС-матриц 2Kx4K (всего 268 мегапикселей), созданная международным консорциумом из Нидерландов, Германии, Италии и ESO. Конструктивные особенности OmegaCAM включают четыре вспомогательные ПЗС-камеры, две для автоматического наведения и две для оперативного анализа изображений. Можно использовать до 12 фильтров, от ультрафиолетового до ближнего инфракрасного. Вся система детектора работает в вакууме при температуре около −140 градусов по Цельсию за большим окном Дьюара. Это окно не только защищает детекторы от воздуха и влаги, но и действует как дополнительная линза-корректор.